# Оттавиани, Альфредо
Альфре́до Оттавиа́ни (итал. Alfredo Ottaviani; 29 октября 1890, Рим, королевство Италия — 3 августа 1979, Ватикан) — итальянский куриальный кардинал и ватиканский сановник. Асессор Верховной священной конгрегации святой канцелярии с 19 декабря 1935 по 12 января 1953 года. Про-секретарь Конгрегации Римской курии с 15 января 1953 по 7 ноября 1959 года, секретарь с 7 ноября 1959 по 9 февраля 1966 года, когда эта дикастерия была реорганизована в Конгрегацию доктрины веры, в которой он служил как про-префект до 6 января 1968 года. Кардинал-дьякон с 12 января 1953-го, с титулярной диаконией Санта-Мария-ин-Домника с 15 января 1953 по 26 июня 1967 года. Кардинал-протодьякон с 3 августа 1961 по 26 июня 1967 года. Кардинал-священник с титулом церкви pro illa vice Санта-Мария-ин-Домника с 26 июня 1967 года. Оттавиани был лидером куриальных консерваторов в период проведения Второго Ватиканского собора.

## Образование и священство
Родился Альфредо Оттавиани 29 октября 1890 года в Риме, был самым младшим ребёнком в семье пекаря. Окончил Папскую Римскую семинарию. 18 марта 1916 года посвящён в священники. Преподаватель в Папском Римском колледже Святого Аполлинария и в Папском Урбанианском колледже Священной Конгрегации Пропаганды Веры. В 1916—1922 годах — на пасторской работе в римской епархии. 22 марта 1922 года становится тайным камергером папы Пия XI, который заметил молодого священника и начал продвигать по службе. С 1926 года по 1928 год Оттавиани — ректор Папского Богемского колледжа. 31 мая 1927 года Пий XI делает Оттавиани Придворным прелатом, что даёт ему право именоваться монсеньором. В 1928—1929 годах секретарь Священной Конгрегации чрезвычайных церковных дел. В 1929—1930 годах заместитель Государственного секретаря Святого Престола, сначала кардинала Гаспарри, потом кардинала Пачелли. Участвовал в подписании Латеранских соглашений между Святым Престолом и Италией, в результате чего появилось государство Ватикан. 21 декабря 1931 года стал апостольским протонотариусом. 19 декабря 1935 года назначен экспертом Священной Канцелярии, занимал этот пост до 1953 года.

## Кардинал
Возведён в кардиналы-дьяконы (так как не имел епископского сана) папой римским Пием XII на консистории от 12 января 1953 года. Оттавиани получил красную шапку и титулярную диаконию Санта-Мария-ин-Домника, в тот же день был назначен про-секретарём Священной Конгрегации Священной Канцелярии. В конце жизни папы Пия XII Оттавиани, вместе с кардиналами Джузеппе Пиццардо, Никола Канали, Клементе Микара и Адеодато Пьяцца, составлял ближайшее окружение папы, либеральные прелаты в курии окрестили эту группу «куриальный Пентагон». На Конклаве 1958 года Оттавиани и другие кардиналы, настроенные на продолжение консервативного курса Пия XII, отстаивали кандидатуру архиепископа Генуи, кардинала Джузеппе Сири, но в результате был избран кардинал Ронкалли, принявший имя Иоанн XXIII. Именно Иоанн XXIII 7 ноября 1959 года назначил Оттавиани секретарём Священной Конгрегации Священной Канцелярии. 3 августа 1961 года Альфредо Оттавиани стал кардиналом-протодьяконом, то есть старшим кардиналом-дьяконом, в функции которого входило объявление имени нового понтифика с центрального балкона Собора Святого Петра после выборов на конклаве, а также коронация нового папы римского тиарой.
19 апреля 1962 года кардинал Оттавиани, который не имел епископского сана, был рукоположён в епископы лично папой Иоанном XXIII в Латеранской базилике, ему помогали кардиналы Пиццардо и Мазелла. Ранее, 5 апреля, он был назван титулярным архиепископом Берреа.

## Оттавиани и II Ватиканский собор
Кардинал Оттавиани был лидером «интегристов», то есть консерваторов в Римско-католической церкви. Крупный теолог, он отстаивал незыблемость римского католицизма. Но в 1962 году Иоанн XXIII созвал Второй Ватиканский собор, который должен был модернизировать католическую церковь. Кардинал Оттавиани на Соборе занял очень жёсткую позицию, основанную именно на незыблемости традиций католицизма. Достаточно аргументировано это доказывал на соборе. Однако Собор принёс победу «обновленцам», что заставило кардинала Оттавиани однажды заявить: «Я надеюсь умереть до окончания собора, ибо тогда я умру как кардинал Святой Римской Церкви, а не как чиновник протестантской и прокоммунистической церкви».
Оттавиани участвовал в конклаве 1963 года, на котором папой избрали кардинала Монтини, принявшего имя Павел VI. Оттавиани как кардинал-протодьякон короновал нового понтифика. В 1966 году Священная Канцелярия изменила своё название, на Конгрегацию доктрины веры, первым префектом которой стал Оттавиани. В 1968 году он покинул свой пост. В 1967 году, Оттавиани стал кардиналом-священником с сохранением своего титула, который у него был как у кардинала-дьякона.
В сентябре 1969 года, вместе с кардиналом Антонио Баччи, написал письмо папе Павлу VI, в котором они представляли свои возражения против нового обряда Римской мессы, которая должна была быть закончена и введена взамен Тридентской. Это письмо получило большой резонанс, но успеха не возымело.
Оттавиани до конца жизни оставался духовным лидером консерваторов. В 1971 году потерял право участвовать в Конклавах. К концу жизни кардинал Оттавиани ослеп, но продолжал быть очень активным.
Умер кардинал Альфредо Оттавиани 3 августа 1979 года в Ватикане и погребён в часовне церкви Святого Сальватора.

## Интересные факты
- Кардинал Оттавиани был уже почти слепым к началу Второго Ватиканского Собора, и все свои выступления на соборе знал наизусть.
- Его епископским девизом был: Semper Idem («Всегда Тот же самый»), который отразился в его консервативном богословии.